# Мініно (Венгеровський район)
Мініно (рос. Минино) — село у Венгеровському районі Новосибірської області Російської Федерації.
Входить до складу муніципального утворення Мінінська сільрада. Населення становить 392 особи (2010).

## Історія
Згідно із законом від 2 червня 2004 року органом місцевого самоврядування є Мінінська сільрада.

## Населення
| 2002 | 2007 | 2010 |
| ---- | ---- | ---- |
| 423  | ↘418 | ↘392 |